# 文波斯特 (加利福尼亞州)
文波斯特（英語：Wunpost）是位於美國加利福尼亞州蒙特雷縣的一個非建制地區。該地的面積和人口皆未知。

## 地理
文波斯特的座標為35°55′52″N 120°51′48″W / 35.93111°N 120.86333°W，而該地的平均海拔高度為151米（即495英尺）。